# Eritrulosa
La eritrulosa es un monosacárido de cuatro carbonos con un grupo cetona por lo que pertenece al grupo de las cetosas y dentro de este al de las cetotetrosas. Es ampliamente utilizado en la industria cosmética, mezclado con dihidroxiacetona (DHA).

## Características químicas
La eritrulosa es un ceto-azúcar natural con la capacidad de reaccionar con los aminoácidos de la queratina, en las capas externas de la piel (el estrato córneo de la epidermis). Esta reacción da lugar a la aparición de un color marrón temporal, similar al que se produce en la reacción de Maillard. No se trata de un tinte o un colorante, sino más bien de una reacción química que produce un cambio de color en toda la región tratada, muy semejante al que se produce en una manzana cortada expuesta al oxígeno.
En la piel, el efecto es comparable al que producen los rayos UV del Sol. Sin embargo, puesto que la piel se va regenerando constantemente y se van perdiendo las capas más externas de células muertas, el bronceado es temporal, pudiendo durar de 2 a 10 días dependiendo del tipo de aplicación y del tipo de piel.

## Síntesis y producción
El aspecto de la eritrulosa es de un líquido transparente de color amarillento pálido. Según la compañía Centerchem, inc. , la eritrulosa es sintetizada y producida a partir de la fermentación aeróbica de la bacteria Gluconobacter, seguida de una serie de protocolos de purificación.

## La eritrulosa como agente autobronceante
La eritrulosa y la dihidroxiacetona (DHA) son muy similares en cuanto a composición, por lo que ambas reaccionan del mismo modo en la superficie de la piel. La eritrulosa da lugar a un bronceado que tarda en completarse de 24 a 48 horas y pierde su intensidad más rápido que los bronceados producidos por DHA. En algunas personas, el tono del bronceado por eritrulosa es ligeramente más rojizo que el bronceado por DHA, lo cual podría ser producido por la sequedad de la piel. Cuando la eritrulosa se combina con DHA, el bronceado resultante permanece más tiempo en la piel y da un mejor tono de color a la piel. La eritrulosa suele presentar unos niveles del 1-3% en las cremas autobronceadoras (bronceadoras sin Sol).
Aunque el producto más utilizado en los autobronceadores es la DHA, hay individuos que son sensibles a la DHA y pueden sustituirla por eritrulosa, que es más difícil de obtener y por tanto bastante más cara. Sin embargo, al presentar ambas una estructura tan semejante, es bastante común que los individuos sensibles a DHA también lo sean a eritrulosa.
La eritrulosa reacciona en la superficie de la piel y no parece que penetre más allá de la capa de células muertas. Los casos de sensibilidad dan lugar a dermatitis, que bien podrían ser debidas a otras causas o a otros componentes de las cremas autobronceadoras, como los conservantes, los colorantes, las fragancias o los extractos de plantas. 
Aunque la eritrulosa parece ser segura en todos los aspectos, aún no ha sido aprobada por la FDA como agente autobronceante.